# Gollenstein Verlag
Der Gollenstein Verlag war ein überregional tätiger Verlag mit Sitz in Saarbrücken.

## Geschichte
Der Verlag wurde 1993 von Alfred Diwersy sowie den Gebrüdern Peter und Werner Jung in Blieskastel gegründet. Ziel war es, lokale Autoren aus der Großregion (Saarland, Rheinland-Pfalz, Lothringen, Luxemburg, Wallonien) zu fördern. Nach dem Ausscheiden der Gebrüder Jung wurde Brigitte Gode neben Alfred Diwersy geschäftsführende Gesellschafterin des Verlages. 2007 trat ein neuer Gesellschafter an ihre Stelle. Es erfolgte der Umzug nach Merzig.
2013 wurde das Verlagsgeschäft vom Saarbrücker Mediendienstleister O.E.M. übernommen und bildete dort die unternehmenseigene Buchmarke. Seitdem wurde der Verlag von Oliver Elm geführt. Im August 2013 begann unter der Schirmherrschaft des saarländischen Ministers für Bildung und Kultur Ulrich Commerçon die Aktion „Kauf bei deinem Buchhändler vor Ort!“ mit dem Ziel, die lokalen Buchhandlungen zu unterstützen.
Die Verlagstätigkeit wurde zum 31. Dezember 2016 eingestellt.
Ein Teil des Verlagsprogramms wurde unter dem Namen Gollenstein Classics weitergeführt.

## Programm und Autoren (Auswahl)
Das Programm umfasste ca. 450 Titel (Stand 2013). Im Mittelpunkt stand ein breitgefächertes Sortiment aus den Bereichen Belletristik, Lyrik und Sachbuch. Dabei sind nicht nur Autoren der Großregion vertreten. In den Reihen „Spuren“, „Profile“ und Abiturreden sind auch Texte überregionaler Autoren erschienen (so Herta Müller, Nikolaus Schneider, Alfred Döblin, Thomas Hürlimann, Joseph Roth). Zum Programm gehörten James Matthew Barrie und Walter Scott sowie das Buch zu Jochen Alexander Freydanks Film Spielzeugland.
Neben Print-Produkten gehörten E-Books, Hörbücher und Online-Angebote zum Programm.
Zu den Autoren des Gollenstein Verlags gehörten unter anderem:
| - Achim Amme (* 1949) - Manuel Andrack (* 1965) - Edith Braun (1921–2016) - James Matthew Barrie (1860–1937) - Alfred Döblin (1878–1957) - Jochen Alexander Freydank (* 1967) - Michael Friemel (* 1974) | - Alfons Kiefer (* 1953) - Roger Manderscheid (1933–2010) - Giwi Margwelaschwili (1927–2020) - Frank Nimsgern (* 1969) - Guntram Vesper (1941–2020) - Alena Wagnerová (* 1936) - André Weckmann (1924–2012) |

## Name
Der Verlag war nach dem gleichnamigen Gollenstein, dem Wahrzeichen der Stadt Blieskastel benannt.